# Маловци
Маловци (грч. Ηλιόλουστο, Илиолусто) је насељено место у општини Кукуш у периферији Средишња Македонија, Грчка. Према попису из 2021. године било је 268 становника.
Према бугарском географу и историчару, Василу Канчову, у Маловцима је 1900. године живело 50 Словена хришћана. Током Другог балканског рата грчка војска је запалила село а становништво је протерано (већина је настањена у околини Струмице, мањи део у Бугарској). На њихово место насељене су грчке избегличке породице, којих је на попису из 1928. године било 238.